# Olympia-Stadion (metrostation)
Olympia-Stadion is een station van de metro van Berlijn, gelegen nabij het Olympiastadion in het stadsdeel Westend. Het metrostation werd geopend op 8 juni 1913 onder de naam Stadion en maakt tegenwoordig deel uit van lijn U2. Even ten noorden van het station, dat ook een metromuseum herbergt, bevindt zich de hoofdwerkplaats Grunewald voor kleinprofielmaterieel.

## Geschiedenis
Nadat het stamtracé, de eerste Berlijnse metrolijn, in 1908 verlengd was naar Westend, ontstond behoefte aan een nieuwe werkplaats voor de metro. De enige werkplaats van het net, bij station Warschauer Brücke, was na de diverse verlengingen te klein geworden. Het Pruisische Bosbeheer wilde een deel van het Grunewald te gelde maken en hier vond men een geschikte bouwlocatie. Het metrobedrijf, de Hochbahngesellschaft, kocht 14 hectare grond en verplichtte zich er daarbij tegelijkertijd toe de metro van Westend naar het in aanbouw zijnde Deutsches Stadion te verlengen. Op het nieuwe traject werd tevens het later te openen station Neu-Westend in ruwbouw aangelegd. In januari 1913 kwam de werkplaats Grunewald gereed.

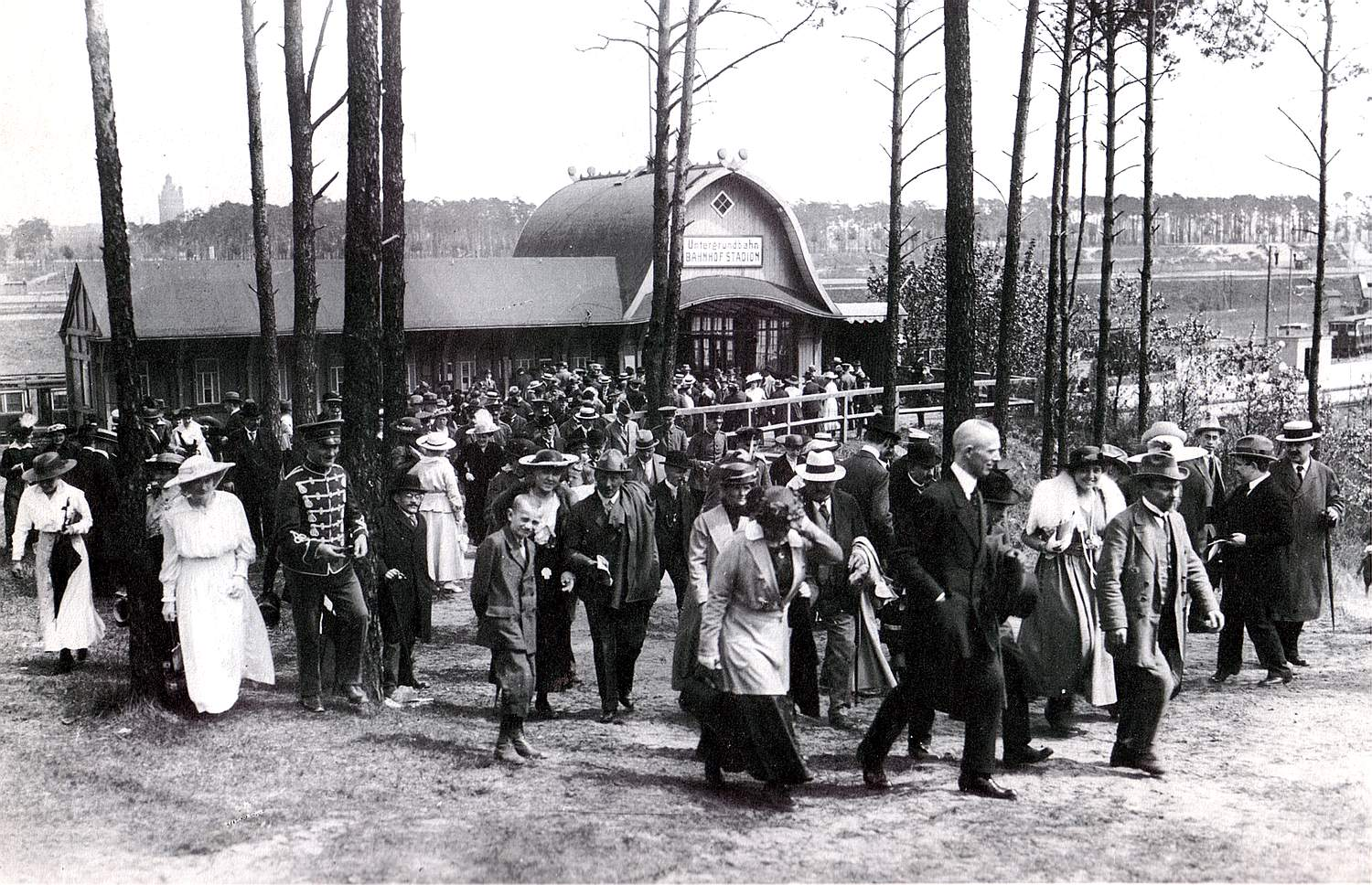
De eerste, houten halte bij het stadion

Op 8 juni 1913 opende Keizer Wilhelm II het Deutsches Stadion. Op dezelfde dag werd tussen het stadion en de werkplaats een eenvoudige metrohalte met de naam Stadion in gebruik genomen. De reguliere dienst bleef echter eindigen in station Reichskanzlerplatz (nu Theodor-Heuss-Platz), treinen bedienden het stadion alleen bij speciale gelegenheden. Het bovengrondse station Stadion bestond dan ook uit niet meer dan een perron en een klein houten toegangsgebouwtje van de Zwitserse architect Sepp Kaiser. Pas nadat het al eerder voorbereide station Neu-Westend op 20 mei 1922 in gebruik was gekomen, werd een doorgaande dienst naar station Stadion ingesteld. Op 22 december 1929 werd de metrolijn met nog eens 1,2 kilometer naar het westen verlengd, om het huidige eindpunt Ruhleben te bereiken.
In 1930 stelde Berlijn zich kandidaat als organisator van de Olympische Spelen van 1936. Alfred Grenander, huisarchitect van de Hochbahngesellschaft, kreeg daarop de opdracht een nieuw metrostation bij het Deutsches Stadion te ontwerpen. Hij creëerde een groot, uit rode bakstenen opgetrokken toegangsgebouw, geplaatst in een rechte hoek ten opzichte van de sporen, dat in 1931 gereed kwam. In dit gebouw werd tevens een seinhuis ondergebracht, dat met 109 te bedienen wissels en 616 in te stellen rijrichtingen als het grootste in zijn soort van Europa gold.
Op de plaats van het Deutsches Stadion werd ondertussen een nieuwe sportarena gebouwd voor de Spelen van 1936. In 1935 werd het inmiddels drie sporen en twee perrons tellende metrostation hernoemd tot Reichssportfeld, de naam van het Olympische complex. Metrolijn A (de huidige U2) verzorgde tijdens de Spelen samen met de S-Bahn (via station Olympiastadion) het vervoer naar het Olympische sportpark.

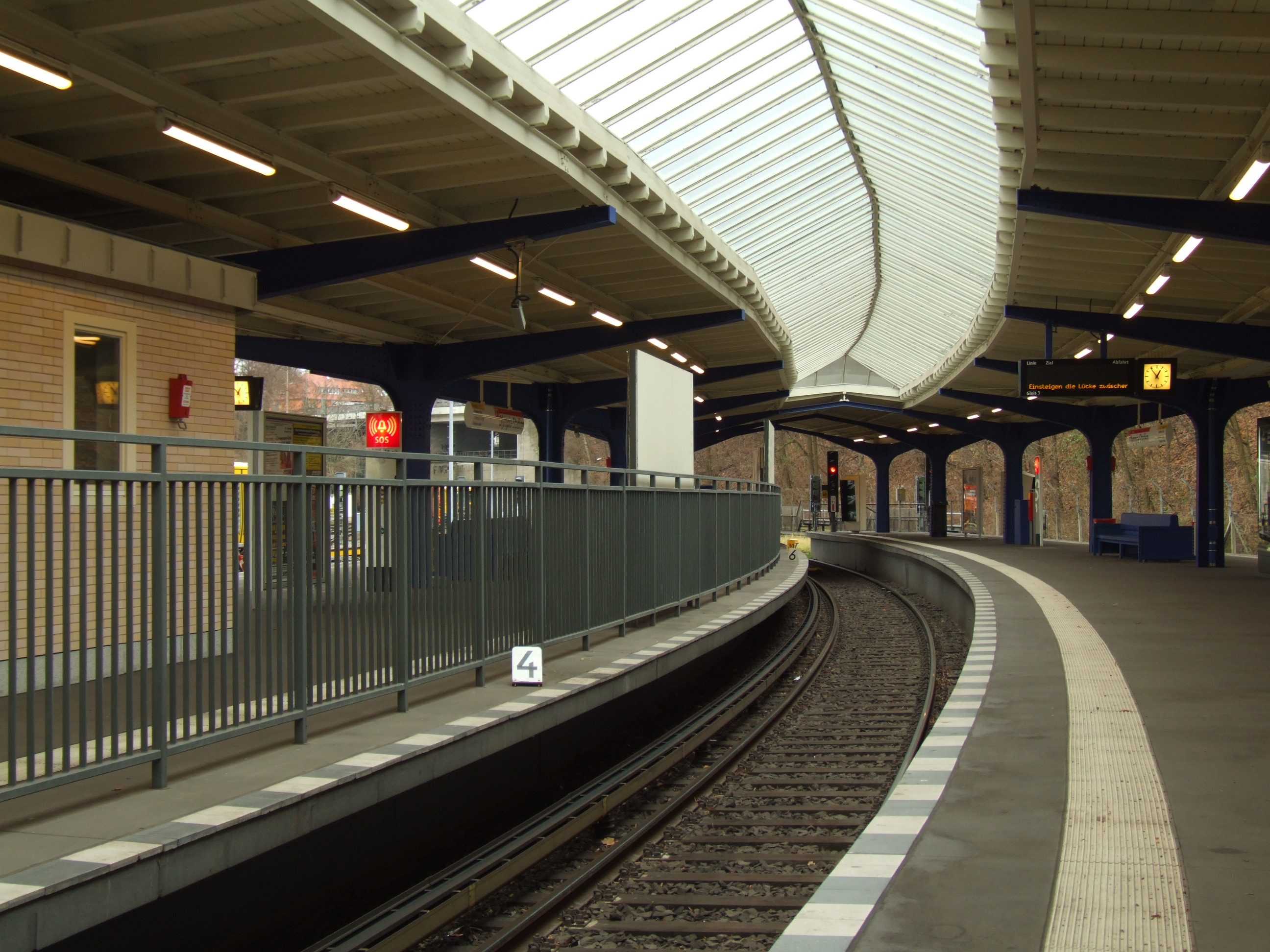
Tussen 2005 en 2006 werd de perronoverkapping vervangen.

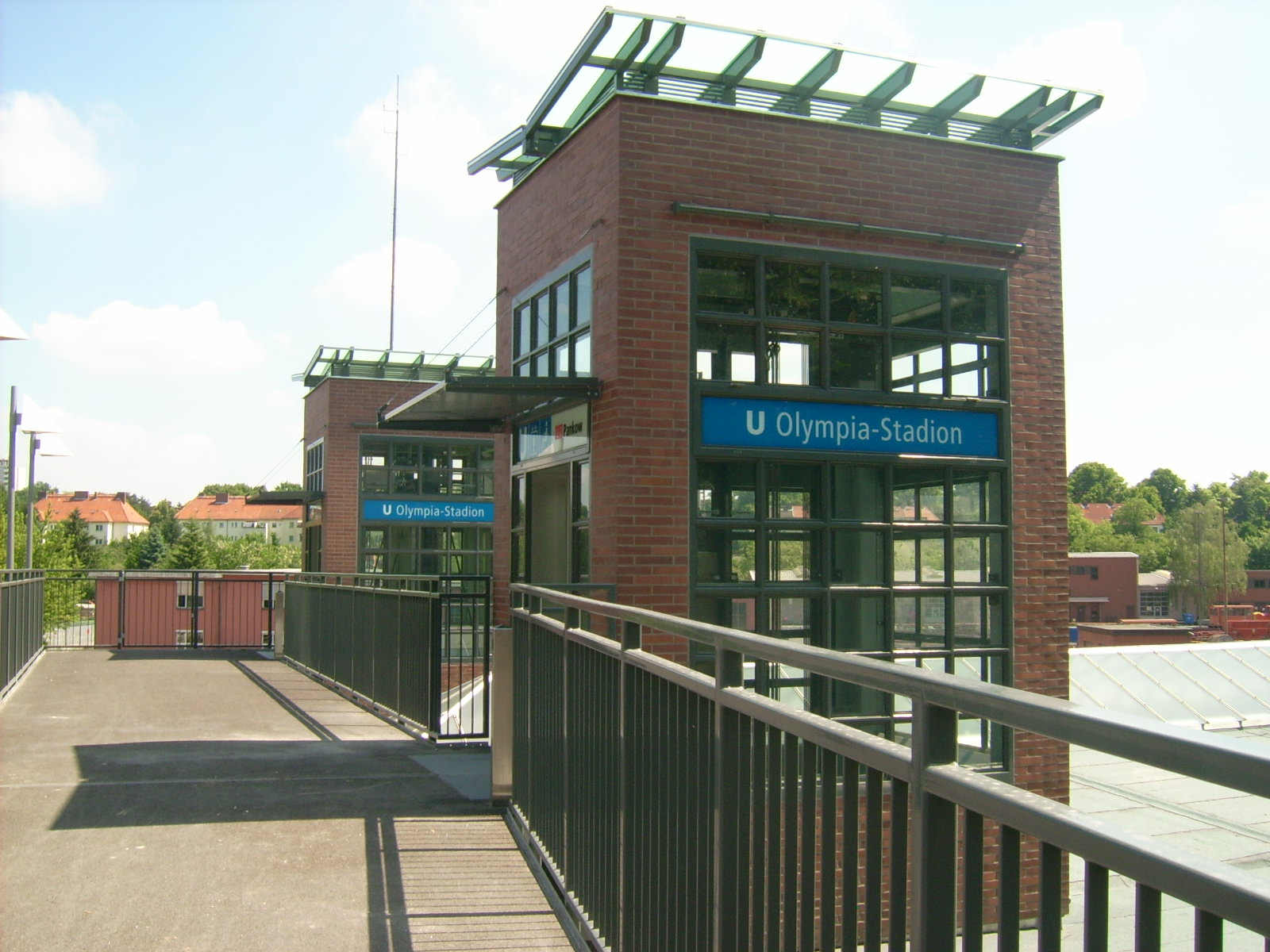
De bij de renovatie toegevoegde liften

Drie jaar later brak de Tweede Wereldoorlog uit. Op 15 februari 1944 raakte het toegangsgebouw ernstig beschadigd door een ontploffende luchtmijn. Overigens behoorde de lijn naar Ruhleben tot de minst getroffen trajecten van het Berlijnse metronet, maar desondanks werd het metroverkeer op 25 april 1945 in de gehele stad stilgelegd. Na het einde van de oorlog kwam het traject Ruhleben - Kaiserdamm als een van de eerste weer in bedrijf: de eerste pendeltreinen reden er op 17 mei 1945. Op 15 september 1946 was het doorgaande verkeer op de hele lijn A weer hersteld. Op 26 juni 1950 kreeg station Reichssportfeld wederom een nieuwe naam: Olympia-Stadion.
In 1983 werd het nog altijd handmatig bediende seinhuis buiten gebruik gesteld. De meer dan vijftig jaar oude installatie zou ontmanteld worden, maar enkele enthousiaste medewerkers van het stadsvervoerbedrijf BVG wisten haar te behouden. In 1997 werd in de ruimte ook een klein metromuseum ingericht.
Op 31 mei 1992 volgde een derde naamswijziging voor het station, dat voortaan Olympia-Stadion (Ost) zou heten. Zeven jaar later werd de toevoeging Ost weer geschrapt en kreeg het station zijn huidige naam.
In de aanloop naar het WK voetbal 2006, waarvan enkele belangrijke wedstrijden in het nabijgelegen stadion gespeeld zouden worden, investeerde de BVG samen met de bondsregering en de stad Berlijn in totaal 4,47 miljoen euro in de modernisering van station Olympia-Stadion. In het kader van de sanering, waarbij rekening werd gehouden met de monumentenstatus van het station, kreeg het toegangsgebouw een opknapbeurt, werd de perronoverkapping vervangen en installeerde men twee liften. Op verzoek van de in het Olympiastadion spelende voetbalclub Hertha BSC werden de pilaren op de perrons in de clubkleur blauw geschilderd.